# فاوست گوته

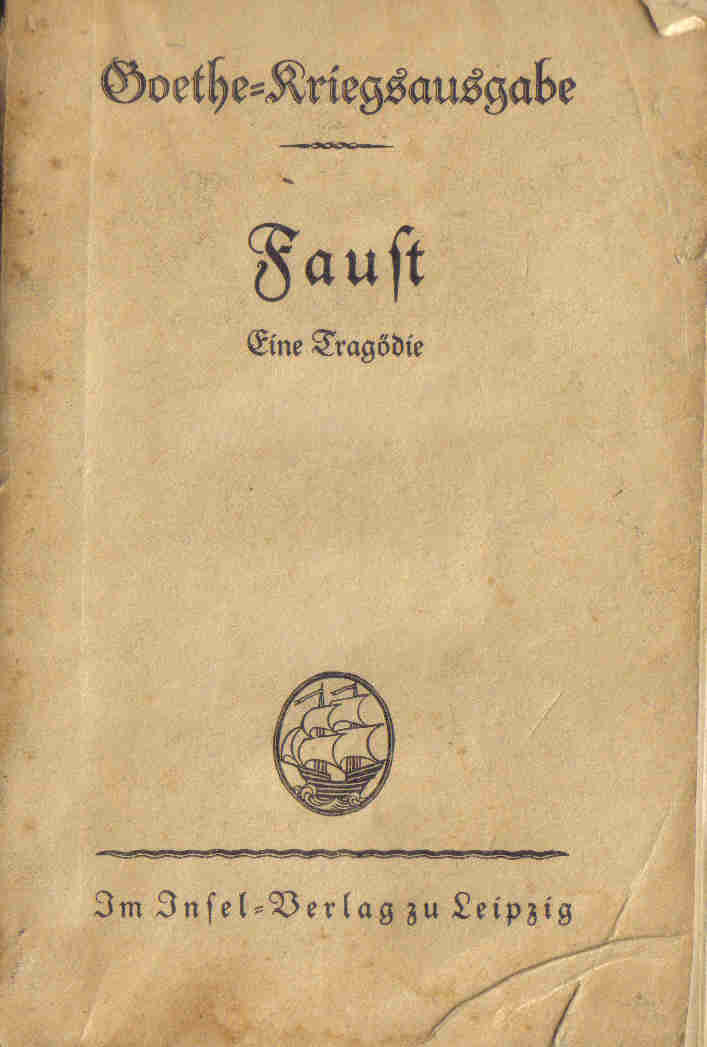
روی جلد کتاب فاوست چاپ لایپزیگ، ۱۹۳۲

فاوست نمایشنامه‌ای اثر یوهان ولفگانگ فون گوته (۱۸۳۲–۱۷۴۹)، نویسنده آلمانی است.

## داستان
قسمت اول با مقدمه‌ای در باب بهشت شروع می‌شود. خداوند بنا به خواهش شیطان به او اجازه می‌دهد تا درستی و راستی فاوست، خدمتگزار خدا را آزمایش نماید. مفیستوفلس با فاوست سالخورده معامله‌ای می‌کند. اگر فاوست برای یک لحظه با این معامله موافقت کند، روح از تنش پرواز خواهد کرد. فاوست دوباره جوان می‌شود و با مفیستوفلس به مسافرت می‌پردازد تا از تمام لذایذ زمینی برخوردار گردد. در زمین عاشق دختر ساده‌ای به نام مارگارت می‌شود بعد به او خیانت می‌کند و مسئول سقوط و مرگ او می‌گردد. مفیستوفلس گمان می‌کند که روح مارگارت را اسیر خواهد کرد ولی صفای عشق او نسبت به فاوست و امتناع او از نجات یافتن از چنگال مرگ، سبب نجات او می‌شود. قسمت اول نمایش به پایان می‌رسد ولی فاوست هنوز در دنیای شهوات و هوس‌ها، آن لحظه پر شکوه هستی را که در آرزوی به چنگ آوردنش می‌باشد، نیافته‌است.
در قسمت دوم فاوست که مربوط به زندگی عادی و زیبایی طبیعی است، شعر فلسفی عمیقی به کار گرفته شده‌است، که شباهت کمتری به قسمت اول دارد. فاوست در اینجا تمام قدرت‌های دنیوی و معنوی را می‌آزماید و هنوز آن لحظه‌ای را که چنین مشتاقانه در جستجویش است، حتی در عشق هلن تروا نمی‌یابد. مفیستوفلس تقریباً از انجام معامله اش نومید شده‌است. سرانجام فاوست خسته و سیر از گشت و گذار دوباره مرد سالخورده‌ای می‌شود و علاقه‌مند می‌گردد که اراضی دریا را دوباره آباد کند. این نقشه در نظر او کار کوچکی می‌نماید و حال آنکه فواید بیشماری برای تعداد بسیاری از مردم دربردارد در اینجا فاوست با تعجب می‌بیند که این کار غیر جالب و اجتماعی خوشحالی عمیق و حقیقی را به او ارزانی داشته‌است. این انگیزه چنان شریف است که مفیستوفلس عاقبت از به چنگ آوردن روح فاوست مانند روح مارگارت بیچاره در قسمت اول داستان، محروم می‌شود.

## ترجمه به فارسی
نخستین ترجمه‌های این اثر از فرانسه به فارسی انجام شده‌است. ترجمه نخست توسط «اسدالله مبشری» (۱۳۴۵) انجام گرفت و به قسمت اول فاوست محدود می‌شود. سپس (۱۳۷۶) هر دو بخش این اثر با ترجمه «م. ا. به آذین» در «انتشارات نیلوفر» به چاپ رسید. به تازگی ترجمه فاوست از زبان آلمانی توسط «سعید جوزی» انجام گرفته و توسط انتشارات «گل آذین» منتشر شده‌است. در این ترجمه شرح صحنه‌ها، شخصیت‌ها و روند داستان با جزئیات شرح داده شده‌است.البته لازم به ذکراست که درسال ۱۳۶۳ ترجمه ی بخش اول وبخش دوم فاوست گوته از اسدالله مبشری به‌صورت کامل دریک جلد توسط انتشارات آگاه منتشرشد که این ترجمه دارای مقدمه ی مفصل و پاورقی‌های متعدد در توضیح ابهامات ونکات این اثراست که باتوجه به زمان انتشار اثر مغتنم و ارزشمند است و آن را درخور اعتنا می سازد هرچند این ترجمه،قسمت پیش پرده راکه مقدمه ای برای ورود به اصل داستان است ندارد.ترجمه ی محمودحدادی که توسط انتشارات نیلوفر دردوجلد منتشرشده است  بامقدمه وضمایم وپاورقی های های متناسب ،گامی دیگراست برای آشناساختن هرچه بیشترفارسی زبانان بااین اثرجاودانه ی گوته .حسن شهباز نیزدرسال ۱۳۶۳شرح وتفسیرگونه ای ازاین اثر درقالب کتابی ۲۶۳صفحه ای توسط انتشارات علمی منتشرساخت

## تأثیرگذاری و اقتباس
- کتاب مرشد و مارگریتا تأثیر زیادی از کتاب فاوست گوته گرفته‌است.[۲]

## نگارخانه

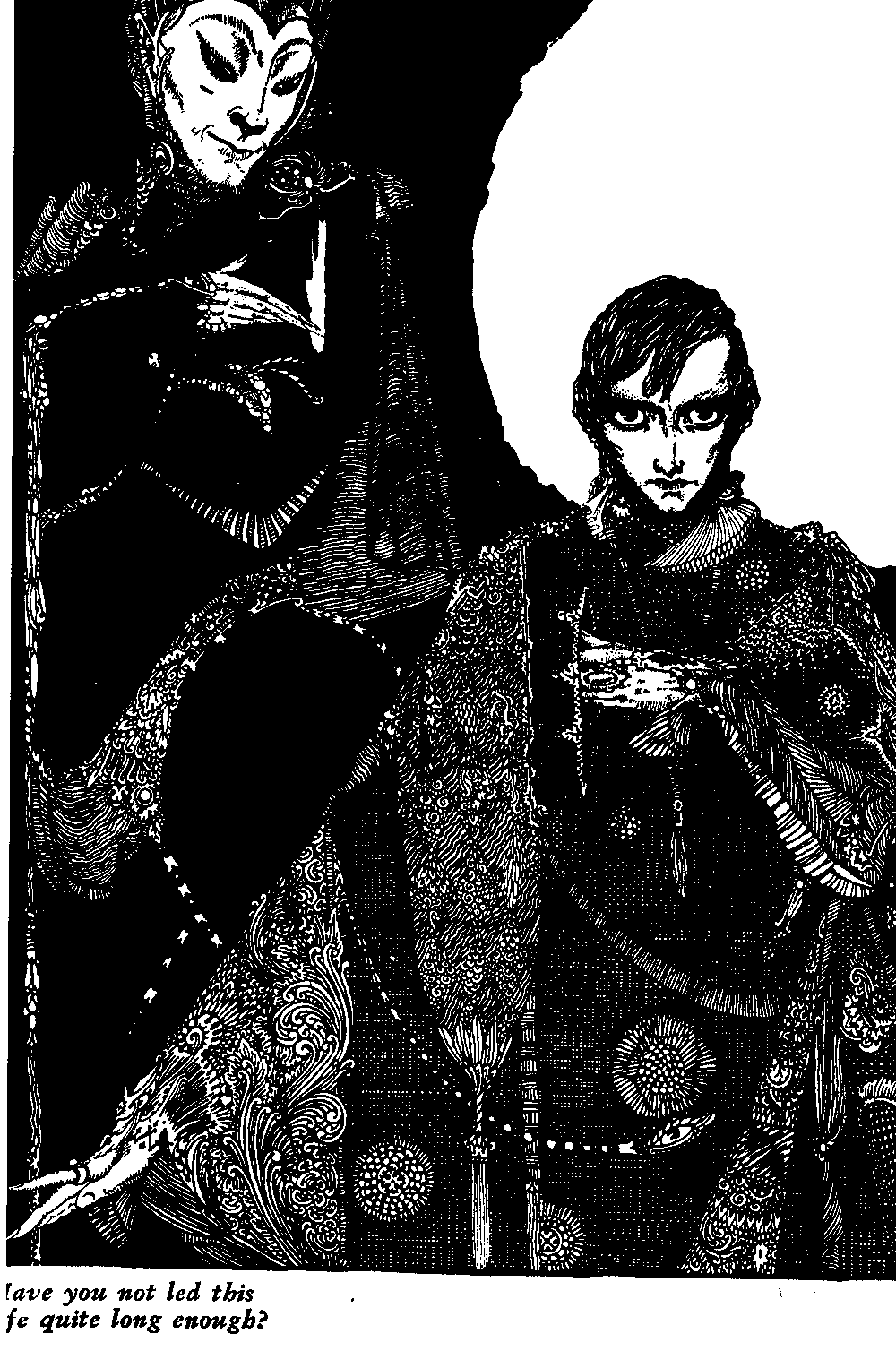
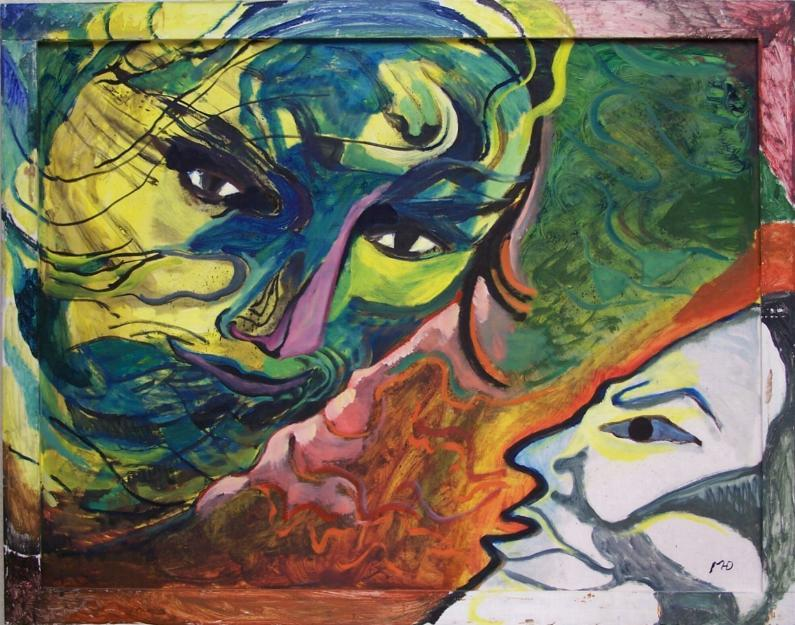
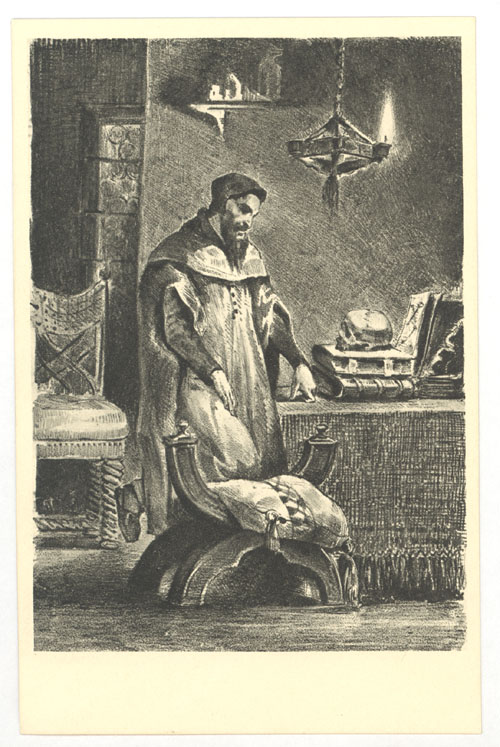
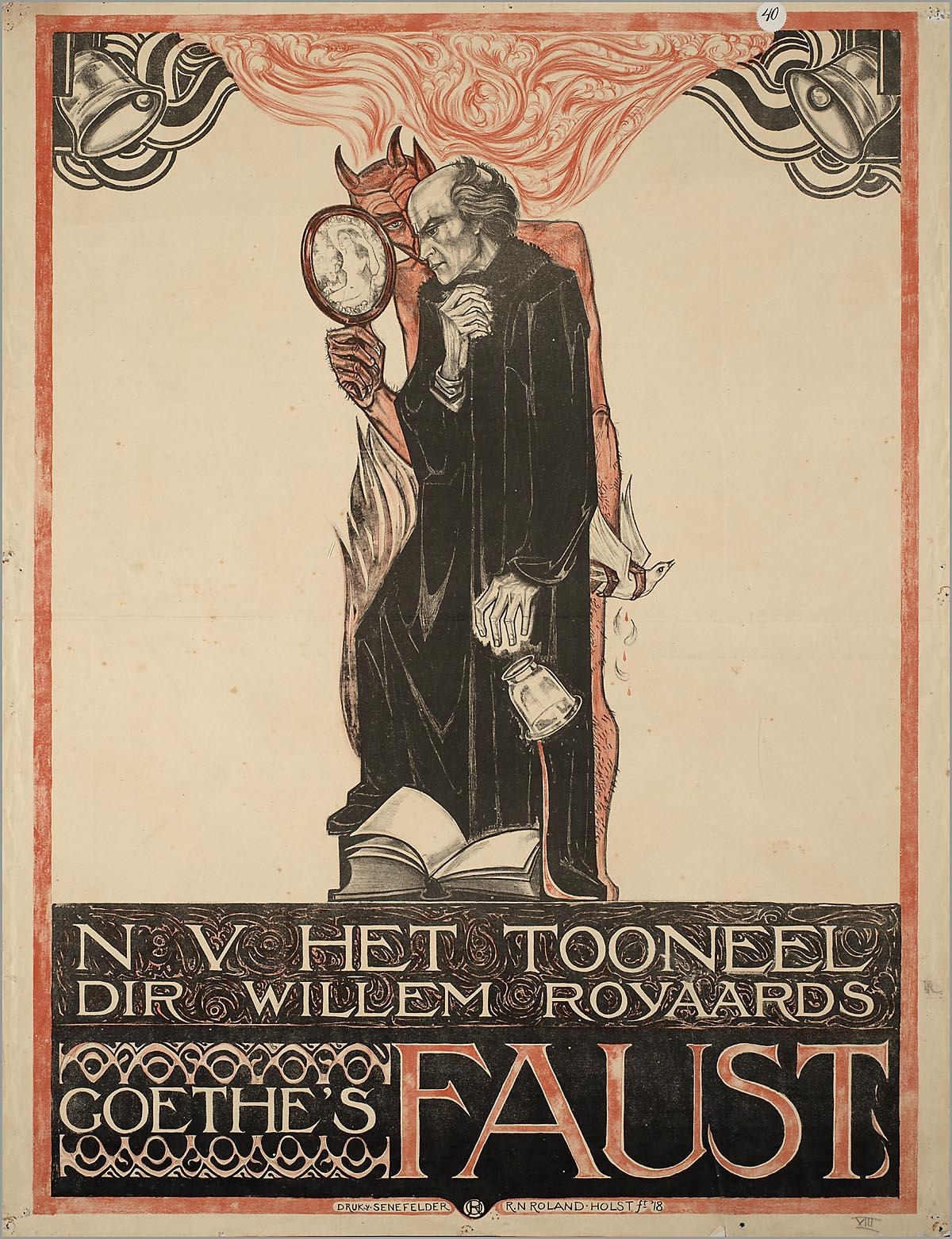
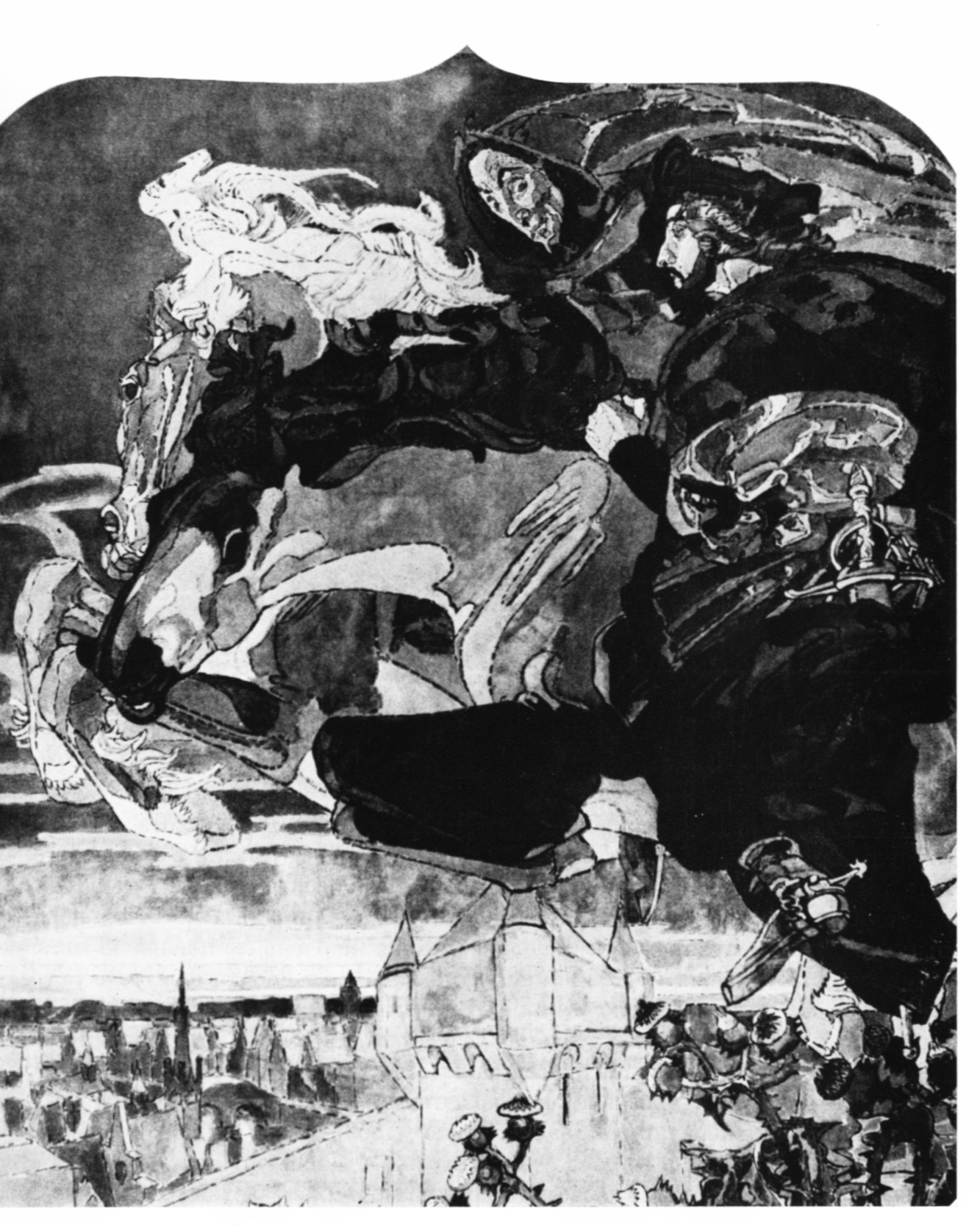